# Gabriel Duvall

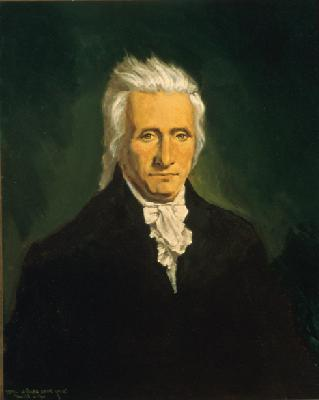
Gabriel Duvall

Gabriel Duvall (* 6. Dezember 1752 im Prince George’s County, Province of Maryland; † 6. März 1844 in Glenn Dale, Maryland) war ein US-amerikanischer Jurist und Richter am Obersten Gerichtshof der Vereinigten Staaten. Vom 11. November 1794 bis 28. März 1796 war er Abgeordneter des US-Repräsentantenhauses für den Bundesstaat Maryland.

## Leben
Von 1796 bis 1802 war er Richter am General Court of Maryland und von 1802 bis 1811 Leiter des Rechnungswesens des Finanzministeriums. 1811 wurde er als Nachfolger von Samuel Chase an den Obersten Gerichtshof der Vereinigten Staaten berufen. Dort war er bis zu seiner Pensionierung 1834 tätig.
In den 23 Jahren seiner Tätigkeit als Bundesrichter verfasste Duvall lediglich 17 Urteile. Während seiner gesamten Amtszeit war John Marshall Präsident des Gerichtshofs. In nur zwei Entscheidungen vertraten beide eine unterschiedliche Meinung.
Das Haus Duvalls in Glenn Dale ist heute als Museum der Öffentlichkeit zugänglich.